# Bateau à fond de verre

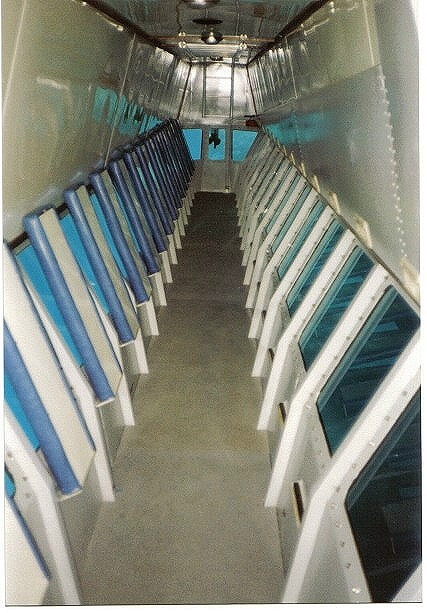
L'intérieur d'un bateau à fond de verre sur la Grande barrière de corail.

Un bateau à fond de verre est un bateau, généralement de dimension modeste, dont la coque comprend une surface vitrée immergée. Ce type d'embarcation a le plus souvent une vocation touristique car il permet aux occupants d'observer ce qui se passe sous l'eau sans avoir à pratiquer la plongée sous-marine ni même à se mouiller.